# Camp de travail de Masanjia
Le camp de travaux forcés de Masanjia (en chinois simplifié : 马三家劳教所 ; chinois traditionnel : 馬三家勞教所 ; pinyin : Mǎsānjiā Láojiào Suǒ) est un camp de rééducation par le travail situé dans le district de Yuhong près de Shenyang, dans le Liaoning en Chine.
L'établissement est parfois appelé l'École d'enseignement de l'idéologie de la province du Liaoning. Il a été créé dans les années 1950 dans le cadre de la politique chinoise de rééducation par le travail (ou laojiao), et a été agrandi en octobre 1999 afin de détenir et de « rééduquer » les pratiquants de Falun Gong. Selon les témoignages d'anciens détenus recueillis en 2013, près de la moitié des personnes incarcérées dans le camp seraient des pratiquants de Falun Gong et des chrétiens d’églises de maison. Parmi les autres détenus figureraient des pétitionnaires (dont les démarches pour demander justice embarrassaient les fonctionnaires locaux), des prostituées et des toxicomanes.
Le camp de Masanjia est l'un des plus connus de Chine. En plus du travail forcé, les prisonniers y étaient torturés et soumis à diverses formes de sévices. Ces faits ont attiré l'attention de la communauté internationale en 2013 lorsqu'un article sur le camp de Masanjia a été publié dans le magazine chinois Lens - puis a rapidement été retiré. À la fin de 2013, sous l'effet de la pression internationale, la Chine abolit le système de rééducation par le travail, et le camp de Masanjia a été fermé. Cependant, ce changement ne serait que symbolique. Selon un rapport d'Amnesty International : « Les anciens camps de «rééducation» sont fréquemment réaffectés, en changeant parfois simplement de nom. Certains ont rouvert ou ont simplement été reclassés en centres de désintoxication. »